# 14 أكتوبر (صحيفة يمنية)
14 أكتوبر صحيفة يمنية يومية تصدر باللغة العربية في عدن.

## انظر ايضاً
- قائمة الصحف اليمنية